# Melitaea ibra
Melitaea ibra är en fjärilsart som beskrevs av Higgins 1964. Melitaea ibra ingår i släktet Melitaea och familjen praktfjärilar. Inga underarter finns listade i Catalogue of Life.